# Matthias Gey
Matthias Gey, född den 7 juli 1960 i Tauberbischofsheim, Tyskland, är en västtysk fäktare som tog OS-silver i herrarnas lagtävling i florett i samband med de olympiska fäktningstävlingarna 1988 i Seoul.